# Propliopithecoidea
Propliopithecoidea — надродина вузьконосих приматів, які населяли Африку та Аравію в ранньому олігоцені приблизно від 32 до 29 мільйонів років тому. Скам'янілості були знайдені в Єгипті, Омані та Анголі. Це одні з найдавніших відомих вузьконосих.
Вони мають низку спільних рис із сучасними вузьконосими, але також ряд особливостей, які є примітивними та не зустрічаються в пізніших родинах.
Є п'ять видів, які досить близькі, щоб їх можна було розглядати як єдиний рід. Вони мають масу тіла 4–6 кг (6–8 кг для зевксисів), за розміром подібні до сучасних ревунів.

## Види
Propliopithecus ankelae

Propliopithecus chirobates

Propliopithecus haeckeli

Propliopithecus markgrafi чи Moeripithecus markgrafi

Aegyptopithecus — Aegyptopithecus zeuxis чи Propliopithecus zeuxis